# Scream (musikalbum av Ozzy Osbourne)
Scream (tidigare Soul Sucka) är Ozzy Osbournes tionde studioalbum; det gavs ut 15 juni 2010. Den nya gitarristen heter Gus G (Kostas Karamitroudis), känd från hans band Firewind som är ett grekiskt power metal band. Under slutet av 2009 avslöjade Ozzy att han och Zakk Wylde hade gått skilda vägar, eftersom Zakk jobbade mer med Black Label Society än med honom, därav bytet av gitarrist.

## Låtlista
Disk 1
1. Let It Die
2. Let Me Hear You Scream
3. Soul Sucker
4. Life Won't Wait
5. Diggin' Me Down
6. Crucify
7. Fearless
8. Time
9. I Want It More
10. Latimer's Mercy
11. I Love You All
12. Jump The Moon (Japansk bonus)
13. One More Time (iTunes, förbeställningsbonus)

Disk 2 (Turnéutgåva, bonus)
1. Hand Of The Enemy
2. One More Time
3. Jump The Moon
4. Bark At The Moon (Live)
5. Let Me Hear You Scream (Live)
6. No More Tears (Live)
7. Fairies Wear Boots (Live)

+ Let Me Hear You Scream (Video)
+ Let Me Hear You Scream (Bakomfilm)
+ Scream (Hur det gick till när skivan skapades) 